# Gloria Stroock
Gloria Jane Stroock (Ciudad de Nueva York, 15 de junio de 1929-Tucson, 5 de mayo de 2024) fue una actriz estadounidense. Tuvo un papel secundario en la serie de televisión McMillan & Wife como Maggie, la secretaria del protagonista Stewart McMillan.

## Primeros años
Stroock es la hija de James Stroock, presidente de Brooks Costume y Uniform Company, y de su esposa. Era la hermana mayor de Geraldine Brooks.[cita requerida]

## Carrera
En televisión, Stroock interpretó a Cornelia Otis Skinner en la comedia de situación de la CBS The Girls (1950). Coprotagonizó "Person to Person", episodio del 7 de noviembre de 1950 de Armstrong Circle Theatre.
Stroock tuvo papeles secundarios en películas como The Competition y The Day of the Locust, así como papeles de invitado en series de televisión como Archie Bunker's Place, Baretta, Martin Kane, Private Eye y Operation Petticoat.[cita requerida]
En Broadway, Stroock interpretó papeles como Joan Massuber en Oh, Brother (1945), Meg en Little Women (1945) y Polly Dalton en Cayden (1949). También actuó en Truckline Cafe (1946).

## Vida personal
El 12 de agosto de 1956, Stroock se casó con Leonard B. Stern. Permanecieron casados hasta la muerte de él en 2011; la pareja tuvo dos hijos, Kate y Michael.

## Filmografía
| Año  | Título                 | Papel                  | Notas                          |
| ---- | ---------------------- | ---------------------- | ------------------------------ |
| 1975 | The Day of the Locust  | Alice Estee            |                                |
| 1977 | Fun with Dick and Jane | Mildred Blanchard      |                                |
| 1980 | Seed of Innocence      | Sophie, Danny's Mother |                                |
| 1980 | The Competition        | Mrs. Dietrich          |                                |
| 1983 | Uncommon Valor         | Mrs. MacGregor         |                                |
| 1991 | Missing Pieces         | Mujer en concierto     |                                |
| 1996 | No Easy Way            | Alice Jacobson         | (último papel cinematográfico) |